# 上杉家文書
上杉家文書（うえすぎけもんじょ）は、旧米沢藩主・上杉家に伝えられた鎌倉時代から江戸時代までの古文書群。2018通、4帖、26冊が平成13年（2001年）に武家文書として初めて国宝に指定された。
近世に米沢藩となった上杉氏はもともと越後国の守護代であった長尾氏の系譜を引く氏族であり、戦国期に長尾景虎（上杉謙信）が関東管領・山内上杉氏の名跡を継いで以降上杉氏を称したという経緯があり、上杉家文書には謙信期以降の戦国大名や近世大名としての上杉家文書に加え、関東を拠点とした山内上杉氏、越後長尾氏に伝わる文書群が含まれている。近代まで上杉家の子孫家が所持していたが、平成元年（1989年）に上杉家より米沢市に寄贈され、現在は米沢市上杉博物館が保管している。
本文書の特色は、大部分の文書が軸装、巻子装などに改装されずに保存されている点である。書札礼を考察する際に重要な折り方、包み方などを含め、上杉家で受け取った時のままの形態で保存されており、文書の本来の形態を知る上で学術的価値が高い。
また、上杉家の家伝文書のみならず上杉家臣や地域国衆、外交関係のあった他大名家の発給した文書など多様な文書群を含んでいる。近世大名家として存続しておらず宗家の家伝文書が散逸している甲斐武田氏など他の戦国大名家や、地域史研究においても活用されている。

## 文化財指定
1979年（昭和54年）6月6日、重要文化財に指定。
2001年（平成13年）6月22日、従来未指定だった文書48通14冊、文書箱等3合2棹を追加指定のうえ、下記の名称で国宝に指定。
- 上杉家文書 2,018通、4帖、26冊
  - 附:歴代年譜（14部）325冊
  - 附:両掛入文書箱等並赤箪笥 3合2棹

他に「越後国頸城郡絵図・越後国瀬波郡絵図」（附:越後国絵図）が重要文化財に指定されている。これは1979年に「上杉家文書」の一部として指定され、2001年に絵図のみがあらためて重要文化財に指定されたものである。